# 西坝镇 (乐山市)
西坝镇，是中华人民共和国四川省乐山市五通桥区下辖的一个乡镇级行政单位。

## 行政区划
西坝镇下辖以下地区：
西溶社区、建新村、三和村、同兴村、爱国村、长征村、前丰村、高河村、民权村、和平村、建益村、高峰村、新春村、向荣村、庙沱村和民益村。